# Copa Salta 2019
La edición 2019 de la Copa Salta fue la primera temporada del campeonato de fútbol más importante existente en la Provincia de Salta, Argentina.
La disputaron los mejores 36 equipos, de las 9 Ligas Regionales existentes en esa provincia y consagró como campeón al Club Deportivo Villa San Antonio.
La Gran Final se desarrolló el 30 de octubre en el Estadio Padre Ernesto Martearena. La villa se impuso a Barrio Obrero de Joaquín V. González por 1-0, con gol del tanque Leonardo Villa a los 24' del segundo tiempo.

## Organización
Disputada en fases de eliminación directa a doble partido, uno de local y uno de visitante, los 36 equipos pertenecientes a cada una de las 9 Ligas Regionales se eliminan en series teniendo en cuenta la cercanía geográfica hasta obtener dos representantes en la Gran Final. La misma se disputa a partido único en sede neutral, en el estadio Padre Ernesto Martearena.
La organización del certamen está a cargo del Gobierno de la Provincia de Salta, a través de la Secretaría de Deportes, y cuents con el aval del Consejo Federal del Futbol Argentino. El ganador del certamen obtiene $300.000 y el derecho a participar en el próximo Torneo Regional Federal Amateur. Además, participa en la primera edición de la Copa Norte, torneo disputado entre los campeones vigentes de Copa Salta y Copa Jujuy, en una serie final a doble partido.

## Equipos participantes
Liga Departamental de San Martín
| Equipo                                  | Ciudad          | Estadio                        | Aforo |
| --------------------------------------- | --------------- | ------------------------------ | ----- |
| Club Social y Deportivo Campo Durán     | Campo Durán     |                                |       |
| Club Social y Deportivo Coronel Cornejo | Coronel Cornejo | Estadio de Alianza de Tartagal |       |
| Club Deportivo Unión Madereros          | General Mosconi | Estadio de Unión Madereros     | 2.500 |
| Club Atlético Independiente             | Tartagal        |                                |       |

Liga Regional del Bermejo
| Equipo                                     | Ciudad             | Estadio                         | Aforo |
| ------------------------------------------ | ------------------ | ------------------------------- | ----- |
| Club Atlético Ferro                        | Colonia Santa Rosa | Estadio de Ferro                |       |
| Club Atlético Central Norte de Embarcación | Embarcación        | Estadio de Sportivo Embarcación |       |
| Club Sportivo Embarcación                  | Embarcación        | Estadio de Sportivo Embarcación |       |
| Club Atlético Independiente                | Hipólito Yrigoyen  | Estadio La Caldera              | 2.000 |

Liga Metanense
| Equipo                                      | Ciudad    | Estadio                        | Aforo |
| ------------------------------------------- | --------- | ------------------------------ | ----- |
| Club Deportivo El Galpón                    | El Galpón | Estadio Municipal de El Galpón | 800   |
| Club Social y Deportivo Argentinos del Este | El Galpón | Estadio Municipal de El Galpón | 800   |
| Club Central Norte Argentino                | Metán     | Estadio Raúl Pastor Moya       | 3.000 |
| Club Sportivo San José                      | Metán     | Estadio Raúl Pastor Moya       | 3.000 |

Liga Anteña
| Equipo                             | Ciudad              | Estadio                                  | Aforo |
| ---------------------------------- | ------------------- | ---------------------------------------- | ----- |
| Club Atlético Barrio Obrero        | Joaquín V. González | Estadio Profesor Emilio Manuel Zigaran   | 1.800 |
| Club Social y Deportivo Y.P.F.     | Joaquín V. González | Estadio Profesor Emilio Manuel Zigaran   | 1.800 |
| Club Social y Deportivo Río Dorado | Apolinario Saravia  | Complejo Municipal de Apolinario Saravia | 2.000 |
| 80 Viviendas F.C.                  | Apolinario Saravia  | Complejo Municipal de Apolinario Saravia | 2.000 |

Liga Rosarina
| Equipo                                          | Ciudad                 | Estadio                                     | Aforo |
| ----------------------------------------------- | ---------------------- | ------------------------------------------- | ----- |
| Asociación Social y Deportiva Hispano Argentino | Rosario de la Frontera | Estadio Municipal de Rosario de la Frontera | 3.500 |
| Club Atlético Normal Rosarino                   | Rosario de la Frontera | Estadio Municipal de Rosario de la Frontera | 3.500 |
| Club Atlético Progreso                          | Rosario de la Frontera | Estadio Municipal de Rosario de la Frontera | 3.500 |
| Club Juventud Unida                             | Trancas, Tucumán.      | Estadio de Juventud Unida                   | 2.000 |

Liga Calchaquí
| Equipo                                        | Ciudad    | Estadio               | Aforo |
| --------------------------------------------- | --------- | --------------------- | ----- |
| Club Deportivo Transito Chacabuco             | Cafayate  | Estadio Michel Torino | 2.500 |
| Club Social y Cultural Michel Torino Hermanos | Cafayate  | Estadio Michel Torino | 2.500 |
| Club Social y Cultural Sportivo Rivadavia     | Cafayate  | Estadio Michel Torino | 2.500 |
| Club Atlético El Recreo                       | El Recreo | Estadio Michel Torino | 2.500 |

Liga del Valle de Lerma
| Equipo                                     | Ciudad           | Estadio                               | Aforo |
| ------------------------------------------ | ---------------- | ------------------------------------- | ----- |
| Club Atlético Olimpia Oriental             | Rosario de Lerma | Estadio Parque Florida - Zenón Torino | 1.000 |
| Club Social y Deportivo Massalin y Celasco | Rosario de Lerma | Estadio Alejandro Massalin            | 1.000 |
| Club Atlético Nobleza                      | El Carril        | Estadio Nobleza Picardo               | 1.000 |
| Club Atlético Unión Huaytiquina            | Campo Quijano    | Estadio Alejandro Massalin            | 1.000 |

Liga Güemense
| Equipo                                | Ciudad         | Estadio                    | Aforo |
| ------------------------------------- | -------------- | -------------------------- | ----- |
| Club Atlético Redes de la Patria      | El Bordo       | Estadio Santa Rosa de Lina | 1.200 |
| Club Atlético Unión Güemes            | General Güemes | Estadio Santa Rosa de Lina | 1.200 |
| Club Social y Deportivo 135 Viviendas | General Güemes | Estadio Santa Rosa de Lina | 1.200 |
| Club Social y Deportivo San Antonio   | Campo Santo    | Estadio Santa Rosa de Lina | 1.200 |

Liga Salteña
| Equipo                           | Ciudad | Estadio                                                      | Aforo         |
| -------------------------------- | ------ | ------------------------------------------------------------ | ------------- |
| Club de Gimnasia y Tiro          | Salta  | Estadio El Gigante del Norte                                 | 25.000        |
| Club Deportivo Villa San Antonio | Salta  | Estadio Padre Ernesto Martearena                             | 23.408        |
| Club Atlético Pellegrini         | Salta  | Estadio Julio Cáseres - Estadio de la Liga Salteña de Futbol | 1.000 - 2.500 |
| Club Atlético Peñarol            | Salta  | Estadio de la Liga Salteña de Futbol                         | 2.500         |

## Primera Fase
Se divide a los 36 equipos en 4 zonas, teniendo en cuenta la cercanía geográfica. De esta manera, los equipos se eliminan en series a doble partido, hasta obtener 9 representantes en la Fase Final.

### Zona 1
Liga Regional Vs Liga Departamental
|  | 28/08 y 04/09         | 28/08 y 04/09         | 28/08 y 04/09        | 28/08 y 04/09        |   |                      | 11/09 y 18/09        | 11/09 y 18/09 | 11/09 y 18/09 | 11/09 y 18/09 |  |  | Clasifican a Fase Final | Clasifican a Fase Final | Clasifican a Fase Final |  |
|  |                       |                       |                      |                      |   |                      |                      |               |               |               |  |  |                         |                         |                         |  |
|  |                       |                       |                      |                      |   |                      |                      |               |               |               |  |  |                         |                         |                         |  |
|  | Independiente (H.Y.)  | Independiente (H.Y.)  | 2                    | 1                    |   |                      |                      |               |               |               |  |  |                         |                         |                         |  |
|  | Independiente (H.Y.)  | Independiente (H.Y.)  | 2                    | 1                    |   |                      |                      |               |               |               |  |  |                         |                         |                         |  |
|  | Unión Madereros       | Unión Madereros       | 0                    | 2                    |   |                      |                      |               |               |               |  |  |                         |                         |                         |  |
|  | Unión Madereros       | Unión Madereros       | 0                    | 2                    |   | Independiente (H.Y.) | Independiente (H.Y.) | 2             | 1             |               |  |  |                         |                         |                         |  |
|  |                       |                       |                      |                      |   | Independiente (H.Y.) | Independiente (H.Y.) | 2             | 1             |               |  |  |                         |                         |                         |  |
|  |                       |                       | Sportivo Embarcación | Sportivo Embarcación | 1 | 0                    |                      |               |               |               |  |  |                         |                         |                         |  |
|  | Deportivo Campo Durán | Deportivo Campo Durán | Sportivo Embarcación | Sportivo Embarcación | 1 | 0                    | 0                    | 0             |               |               |  |  |                         |                         |                         |  |
|  | Deportivo Campo Durán | Deportivo Campo Durán |                      |                      |   |                      |                      |               |               |               |  |  |                         |                         |                         |  |
|  | Sportivo Embarcación  | Sportivo Embarcación  | 1                    | 3                    |   |                      |                      |               |               |               |  |  |                         |                         |                         |  |
|  | Sportivo Embarcación  | Sportivo Embarcación  | 1                    | 3                    |   |                      |                      |               |               |               |  |  |                         |                         |                         |  |
|  |                       |                       |                      |                      |   |                      |                      |               |               |               |  |  |                         |                         |                         |  |
|  |                       |                       |                      |                      |   |                      |                      |               |               |               |  |  |                         |                         |                         |  |
|  | Central Norte (E)     | Central Norte (E)     | 0                    | 0                    |   |                      |                      |               |               |               |  |  |                         |                         |                         |  |
|  | Central Norte (E)     | Central Norte (E)     | 0                    | 0                    |   |                      |                      |               |               |               |  |  |                         |                         |                         |  |
|  | Coronel Cornejo       | Coronel Cornejo       | 3                    | 1                    |   |                      |                      |               |               |               |  |  |                         |                         |                         |  |
|  | Coronel Cornejo       | Coronel Cornejo       | 3                    | 1                    |   | Coronel Cornejo      | Coronel Cornejo      | 1             | 0             |               |  |  |                         |                         |                         |  |
|  |                       |                       |                      |                      |   | Coronel Cornejo      | Coronel Cornejo      | 1             | 0             |               |  |  |                         |                         |                         |  |
|  |                       |                       | Ferro                | Ferro                | 0 | 0                    |                      |               |               |               |  |  |                         |                         |                         |  |
|  | Independiente (T)     | Independiente (T)     | Ferro                | Ferro                | 0 | 0                    | 1                    | 0             |               |               |  |  |                         |                         |                         |  |
|  | Independiente (T)     | Independiente (T)     |                      |                      |   |                      |                      |               |               |               |  |  |                         |                         |                         |  |
|  | Ferro                 | Ferro                 | 3                    | 1                    |   |                      |                      |               |               |               |  |  |                         |                         |                         |  |
|  | Ferro                 | Ferro                 | 3                    | 1                    |   |                      |                      |               |               |               |  |  |                         |                         |                         |  |
|  |                       |                       |                      |                      |   |                      |                      |               |               |               |  |  |                         |                         |                         |  |

### Zona 2
Liga Metanense - Liga Anteña - Liga Rosarina
|  | 28/08 y 04/09       | 28/08 y 04/09       | 28/08 y 04/09     | 28/08 y 04/09     |   |                     | 11/09 y 18/09       | 11/09 y 18/09 | 11/09 y 18/09 | 11/09 y 18/09 |  |
|  |                     |                     |                   |                   |   |                     |                     |               |               |               |  |
|  |                     |                     |                   |                   |   |                     |                     |               |               |               |  |
|  | 80 Viviendas F.C.   | 80 Viviendas F.C.   | 2                 | 2                 |   |                     |                     |               |               |               |  |
|  | 80 Viviendas F.C.   | 80 Viviendas F.C.   | 2                 | 2                 |   |                     |                     |               |               |               |  |
|  | Deportivo El Galpón | Deportivo El Galpón | 3                 | 7                 |   |                     |                     |               |               |               |  |
|  | Deportivo El Galpón | Deportivo El Galpón | 3                 | 7                 |   | Deportivo El Galpón | Deportivo El Galpón | 1             | 1             |               |  |
|  |                     |                     |                   |                   |   | Deportivo El Galpón | Deportivo El Galpón | 1             | 1             |               |  |
|  |                     |                     | Hispano Argentino | Hispano Argentino | 2 | 2                   |                     |               |               |               |  |
|  | Hispano Argentino   | Hispano Argentino   | Hispano Argentino | Hispano Argentino | 2 | 2                   | 1                   | 3             |               |               |  |
|  | Hispano Argentino   | Hispano Argentino   |                   |                   |   |                     | 1                   | 3             |               |               |  |
|  | Central Norte (M)   | Central Norte (M)   | 0                 | 1                 |   |                     |                     |               |               |               |  |
|  | Central Norte (M)   | Central Norte (M)   | 0                 | 1                 |   |                     |                     |               |               |               |  |
|  |                     |                     |                   |                   |   |                     |                     |               |               |               |  |

|  | 28/08 y 04/09     | 28/08 y 04/09     | 28/08 y 04/09 | 28/08 y 04/09 |   |                  | 11/09 y 18/09    | 11/09 y 18/09 | 11/09 y 18/09 | 11/09 y 18/09 |  |
|  |                   |                   |               |               |   |                  |                  |               |               |               |  |
|  |                   |                   |               |               |   |                  |                  |               |               |               |  |
|  | Río Dorado        | Río Dorado        | 4             | 3             |   |                  |                  |               |               |               |  |
|  | Río Dorado        | Río Dorado        | 4             | 3             |   |                  |                  |               |               |               |  |
|  | Sportivo San José | Sportivo San José | 2             | 2             |   |                  |                  |               |               |               |  |
|  | Sportivo San José | Sportivo San José | 2             | 2             |   | Deportivo Y.P.F. | Deportivo Y.P.F. | 2             | 0             |               |  |
|  |                   |                   |               |               |   | Deportivo Y.P.F. | Deportivo Y.P.F. | 2             | 0             |               |  |
|  |                   |                   | Río Dorado    | Río Dorado    | 3 | 0                |                  |               |               |               |  |
|  | Atlético Progreso | Atlético Progreso | Río Dorado    | Río Dorado    | 3 | 0                | 0                | 0             |               |               |  |
|  | Atlético Progreso | Atlético Progreso |               |               |   |                  | 0                | 0             |               |               |  |
|  | Deportivo Y.P.F.  | Deportivo Y.P.F.  | 1             | 4             |   |                  |                  |               |               |               |  |
|  | Deportivo Y.P.F.  | Deportivo Y.P.F.  | 1             | 4             |   |                  |                  |               |               |               |  |
|  |                   |                   |               |               |   |                  |                  |               |               |               |  |

|  | 28/08 y 04/09       | 28/08 y 04/09       | 28/08 y 04/09   | 28/08 y 04/09   |   |               | 11/09 y 18/09 | 11/09 y 18/09 | 11/09 y 18/09 | 11/09 y 18/09 |  |
|  |                     |                     |                 |                 |   |               |               |               |               |               |  |
|  |                     |                     |                 |                 |   |               |               |               |               |               |  |
|  | Argentinos del Este | Argentinos del Este | 1               | 1               |   |               |               |               |               |               |  |
|  | Argentinos del Este | Argentinos del Este | 1               | 1               |   |               |               |               |               |               |  |
|  | Normal Rosarino     | Normal Rosarino     | 1               | 2               |   |               |               |               |               |               |  |
|  | Normal Rosarino     | Normal Rosarino     | 1               | 2               |   | Barrio Obrero | Barrio Obrero | 1             | 2             |               |  |
|  |                     |                     |                 |                 |   | Barrio Obrero | Barrio Obrero | 1             | 2             |               |  |
|  |                     |                     | Normal Rosarino | Normal Rosarino | 2 | 0             |               |               |               |               |  |
|  | Trancas             | Trancas             | Normal Rosarino | Normal Rosarino | 2 | 0             | 3             | 0             |               |               |  |
|  | Trancas             | Trancas             |                 |                 |   |               | 3             | 0             |               |               |  |
|  | Barrio Obrero       | Barrio Obrero       | 1               | 3               |   |               |               |               |               |               |  |
|  | Barrio Obrero       | Barrio Obrero       | 1               | 3               |   |               |               |               |               |               |  |
|  |                     |                     |                 |                 |   |               |               |               |               |               |  |

### Zona 3
Liga del Valle Vs Liga Calchaquí
|  | 28/08 y 04/09      | 28/08 y 04/09      | 28/08 y 04/09      | 28/08 y 04/09      |   |                    | 11/09 y 18/09      | 11/09 y 18/09 | 11/09 y 18/09 | 11/09 y 18/09 |  |  | Clasifican a Fase Final | Clasifican a Fase Final | Clasifican a Fase Final |  |
|  |                    |                    |                    |                    |   |                    |                    |               |               |               |  |  |                         |                         |                         |  |
|  |                    |                    |                    |                    |   |                    |                    |               |               |               |  |  |                         |                         |                         |  |
|  | Massalin y Celasco | Massalin y Celasco | 1                  | 0 (2)              |   |                    |                    |               |               |               |  |  |                         |                         |                         |  |
|  | Massalin y Celasco | Massalin y Celasco | 1                  | 0 (2)              |   |                    |                    |               |               |               |  |  |                         |                         |                         |  |
|  | Transito Chacabuco | Transito Chacabuco | 0                  | 1 (4)              |   |                    |                    |               |               |               |  |  |                         |                         |                         |  |
|  | Transito Chacabuco | Transito Chacabuco | 0                  | 1 (4)              |   | Tránsito Chacabuco | Tránsito Chacabuco | 0             | 1             |               |  |  |                         |                         |                         |  |
|  |                    |                    |                    |                    |   | Tránsito Chacabuco | Tránsito Chacabuco | 0             | 1             |               |  |  |                         |                         |                         |  |
|  |                    |                    | Sportivo Rivadavia | Sportivo Rivadavia | 1 | 1                  |                    |               |               |               |  |  |                         |                         |                         |  |
|  | Sportivo Rivadavia | Sportivo Rivadavia | Sportivo Rivadavia | Sportivo Rivadavia | 1 | 1                  | 1                  | 1 (5)         |               |               |  |  |                         |                         |                         |  |
|  | Sportivo Rivadavia | Sportivo Rivadavia |                    |                    |   |                    |                    |               |               |               |  |  |                         |                         |                         |  |
|  | Atlético Nobleza   | Atlético Nobleza   | 1                  | 1 (4)              |   |                    |                    |               |               |               |  |  |                         |                         |                         |  |
|  | Atlético Nobleza   | Atlético Nobleza   | 1                  | 1 (4)              |   |                    |                    |               |               |               |  |  |                         |                         |                         |  |
|  |                    |                    |                    |                    |   |                    |                    |               |               |               |  |  |                         |                         |                         |  |
|  |                    |                    |                    |                    |   |                    |                    |               |               |               |  |  |                         |                         |                         |  |
|  | Unión Huaytiquina  | Unión Huaytiquina  | 6                  | 4                  |   |                    |                    |               |               |               |  |  |                         |                         |                         |  |
|  | Unión Huaytiquina  | Unión Huaytiquina  | 6                  | 4                  |   |                    |                    |               |               |               |  |  |                         |                         |                         |  |
|  | Michel Torino      | Michel Torino      | 0                  | 0                  |   |                    |                    |               |               |               |  |  |                         |                         |                         |  |
|  | Michel Torino      | Michel Torino      | 0                  | 0                  |   | Unión Huaytiquina  | Unión Huaytiquina  | 0             | 2             |               |  |  |                         |                         |                         |  |
|  |                    |                    |                    |                    |   | Unión Huaytiquina  | Unión Huaytiquina  | 0             | 2             |               |  |  |                         |                         |                         |  |
|  |                    |                    | Olimpia Oriental   | Olimpia Oriental   | 3 | 0                  |                    |               |               |               |  |  |                         |                         |                         |  |
|  | Atlético El Recreo | Atlético El Recreo | Olimpia Oriental   | Olimpia Oriental   | 3 | 0                  | 1                  | 0             |               |               |  |  |                         |                         |                         |  |
|  | Atlético El Recreo | Atlético El Recreo |                    |                    |   |                    |                    |               |               |               |  |  |                         |                         |                         |  |
|  | Olimpia Oriental   | Olimpia Oriental   | 3                  | 3                  |   |                    |                    |               |               |               |  |  |                         |                         |                         |  |
|  | Olimpia Oriental   | Olimpia Oriental   | 3                  | 3                  |   |                    |                    |               |               |               |  |  |                         |                         |                         |  |
|  |                    |                    |                    |                    |   |                    |                    |               |               |               |  |  |                         |                         |                         |  |

### Zona 4
Liga Güemense Vs Liga Salteña 
|  | 28/08 y 04/09      | 28/08 y 04/09      | 28/08 y 04/09     | 28/08 y 04/09     |   |              | 11/09 y 18/09 | 11/09 y 18/09 | 11/09 y 18/09 | 11/09 y 18/09 |  |  | Clasifican a Fase Final | Clasifican a Fase Final | Clasifican a Fase Final |  |
|  |                    |                    |                   |                   |   |              |               |               |               |               |  |  |                         |                         |                         |  |
|  |                    |                    |                   |                   |   |              |               |               |               |               |  |  |                         |                         |                         |  |
|  | Pellegrini         | Pellegrini         | 2                 | 3                 |   |              |               |               |               |               |  |  |                         |                         |                         |  |
|  | Pellegrini         | Pellegrini         | 2                 | 3                 |   |              |               |               |               |               |  |  |                         |                         |                         |  |
|  | Redes de la Patria | Redes de la Patria | 2                 | 0                 |   |              |               |               |               |               |  |  |                         |                         |                         |  |
|  | Redes de la Patria | Redes de la Patria | 2                 | 0                 |   | Pellegrini   | Pellegrini    | 1             | 3             |               |  |  |                         |                         |                         |  |
|  |                    |                    |                   |                   |   | Pellegrini   | Pellegrini    | 1             | 3             |               |  |  |                         |                         |                         |  |
|  |                    |                    | Gimnasia y Tiro   | Gimnasia y Tiro   | 0 | 2            |               |               |               |               |  |  |                         |                         |                         |  |
|  | 135 Viviendas      | 135 Viviendas      | Gimnasia y Tiro   | Gimnasia y Tiro   | 0 | 2            | 0             | 0             |               |               |  |  |                         |                         |                         |  |
|  | 135 Viviendas      | 135 Viviendas      |                   |                   |   |              |               |               |               |               |  |  |                         |                         |                         |  |
|  | Gimnasia y Tiro    | Gimnasia y Tiro    | 1                 | 3                 |   |              |               |               |               |               |  |  |                         |                         |                         |  |
|  | Gimnasia y Tiro    | Gimnasia y Tiro    | 1                 | 3                 |   |              |               |               |               |               |  |  |                         |                         |                         |  |
|  |                    |                    |                   |                   |   |              |               |               |               |               |  |  |                         |                         |                         |  |
|  |                    |                    |                   |                   |   |              |               |               |               |               |  |  |                         |                         |                         |  |
|  | Peñarol            | Peñarol            | 1                 | 1 (1)             |   |              |               |               |               |               |  |  |                         |                         |                         |  |
|  | Peñarol            | Peñarol            | 1                 | 1 (1)             |   |              |               |               |               |               |  |  |                         |                         |                         |  |
|  | Unión Güemes       | Unión Güemes       | 1                 | 1 (3)             |   |              |               |               |               |               |  |  |                         |                         |                         |  |
|  | Unión Güemes       | Unión Güemes       | 1                 | 1 (3)             |   | Unión Güemes | Unión Güemes  | 1             | 2             |               |  |  |                         |                         |                         |  |
|  |                    |                    |                   |                   |   | Unión Güemes | Unión Güemes  | 1             | 2             |               |  |  |                         |                         |                         |  |
|  |                    |                    | Villa San Antonio | Villa San Antonio | 2 | 7            |               |               |               |               |  |  |                         |                         |                         |  |
|  | San Antonio (C.S.) | San Antonio (C.S.) | Villa San Antonio | Villa San Antonio | 2 | 7            | 0             | 1             |               |               |  |  |                         |                         |                         |  |
|  | San Antonio (C.S.) | San Antonio (C.S.) |                   |                   |   |              |               |               |               |               |  |  |                         |                         |                         |  |
|  | Villa San Antonio  | Villa San Antonio  | 1                 | 1                 |   |              |               |               |               |               |  |  |                         |                         |                         |  |
|  | Villa San Antonio  | Villa San Antonio  | 1                 | 1                 |   |              |               |               |               |               |  |  |                         |                         |                         |  |
|  |                    |                    |                   |                   |   |              |               |               |               |               |  |  |                         |                         |                         |  |

## Fase Final
Para obtener una eliminatoria par, se decide realizar una serie previa a partido único, cuyos participantes son determinados mediante un sorteo entre los 9 clasificados. Finalmente, Barrio Obrero e Hispano Argentino fueron seleccionados.
|  | 25/09 Eliminación previa | 25/09 Eliminación previa | 25/09 Eliminación previa |                      |               | 02/10 al 10/10 | 02/10 al 10/10 | 02/10 al 10/10    | 02/10 al 10/10    |   |       | 16/10 y 23/10 | 16/10 y 23/10 | 16/10 y 23/10 | 16/10 y 23/10 |   |  | 30/10 Estadio Padre Ernesto Martearena | 30/10 Estadio Padre Ernesto Martearena | 30/10 Estadio Padre Ernesto Martearena |  |
|  |                          |                          |                          |                      |               |                |                |                   |                   |   |       |               |               |               |               |   |  |                                        |                                        |                                        |  |
|  |                          |                          |                          |                      |               |                |                |                   |                   |   |       |               |               |               |               |   |  |                                        |                                        |                                        |  |
|  | Barrio Obrero            | Barrio Obrero            | 3                        |                      |               |                |                |                   |                   |   |       |               |               |               |               |   |  |                                        |                                        |                                        |  |
|  | Barrio Obrero            | Barrio Obrero            | 3                        |                      |               |                |                |                   |                   |   |       |               |               |               |               |   |  |                                        |                                        |                                        |  |
|  | Hispano Argentino        | Hispano Argentino        | 1                        |                      |               |                |                |                   |                   |   |       |               |               |               |               |   |  |                                        |                                        |                                        |  |
|  | Hispano Argentino        | Hispano Argentino        | 1                        |                      | Barrio Obrero | Barrio Obrero  | 0              | 2 (6)             |                   |   |       |               |               |               |               |   |  |                                        |                                        |                                        |  |
|  |                          |                          |                          |                      | Barrio Obrero | Barrio Obrero  | 0              | 2 (6)             |                   |   |       |               |               |               |               |   |  |                                        |                                        |                                        |  |
|  |                          |                          | Independiente (H.Y.)     | Independiente (H.Y.) | 1             | 1 (5)          |                |                   |                   |   |       |               |               |               |               |   |  |                                        |                                        |                                        |  |
|  |                          |                          | Independiente (H.Y.)     | Independiente (H.Y.) | 1             | 1 (5)          |                |                   |                   |   |       |               |               |               |               |   |  |                                        |                                        |                                        |  |
|  |                          |                          |                          |                      |               |                |                |                   |                   |   |       |               |               |               |               |   |  |                                        |                                        |                                        |  |
|  |                          |                          |                          |                      |               |                |                |                   |                   |   |       |               |               |               |               |   |  |                                        |                                        |                                        |  |
|  |                          |                          |                          |                      |               |                |                | Barrio Obrero     | Barrio Obrero     | 1 | 0 (4) |               |               |               |               |   |  |                                        |                                        |                                        |  |
|  |                          |                          |                          |                      |               |                |                |                   |                   | 1 | 0 (4) |               |               |               |               |   |  |                                        |                                        |                                        |  |
|  |                          |                          | Río Dorado               | Río Dorado           | 1             | 0 (3)          |                |                   |                   |   |       |               |               |               |               |   |  |                                        |                                        |                                        |  |
|  |                          |                          | Río Dorado               | Río Dorado           | 1             | 0 (3)          |                |                   |                   |   |       |               |               |               |               |   |  |                                        |                                        |                                        |  |
|  |                          |                          |                          |                      |               |                |                |                   |                   |   |       |               |               |               |               |   |  |                                        |                                        |                                        |  |
|  |                          |                          |                          |                      |               |                |                |                   |                   |   |       |               |               |               |               |   |  |                                        |                                        |                                        |  |
|  |                          | Sportivo Rivadavia       | Sportivo Rivadavia       | 0                    | 3             |                |                |                   |                   |   |       |               |               |               |               |   |  |                                        |                                        |                                        |  |
|  |                          |                          |                          | 0                    | 3             |                |                |                   |                   |   |       |               |               |               |               |   |  |                                        |                                        |                                        |  |
|  |                          |                          | Río Dorado               | Río Dorado           | 5             | 3              |                |                   |                   |   |       |               |               |               |               |   |  |                                        |                                        |                                        |  |
|  |                          |                          | Río Dorado               | Río Dorado           | 5             | 3              |                |                   |                   |   |       |               |               |               |               |   |  |                                        |                                        |                                        |  |
|  |                          |                          |                          |                      |               |                |                |                   |                   |   |       |               |               |               |               |   |  |                                        |                                        |                                        |  |
|  |                          |                          |                          |                      |               |                |                |                   |                   |   |       |               |               |               |               |   |  |                                        |                                        |                                        |  |
|  |                          |                          |                          |                      |               |                |                |                   |                   |   |       |               |               | Barrio Obrero | Barrio Obrero | 0 |  |                                        |                                        |                                        |  |
|  |                          |                          |                          |                      |               |                |                |                   |                   |   |       |               |               |               |               | 0 |  |                                        |                                        |                                        |  |
|  |                          |                          | Villa San Antonio        | Villa San Antonio    | 1             |                |                |                   |                   |   |       |               |               |               |               |   |  |                                        |                                        |                                        |  |
|  |                          |                          | Villa San Antonio        | Villa San Antonio    | 1             |                |                |                   |                   |   |       |               |               |               |               |   |  |                                        |                                        |                                        |  |
|  |                          |                          |                          |                      |               |                |                |                   |                   |   |       |               |               |               |               |   |  |                                        |                                        |                                        |  |
|  |                          |                          |                          |                      |               |                |                |                   |                   |   |       |               |               |               |               |   |  |                                        |                                        |                                        |  |
|  |                          | Olimpia Oriental         | Olimpia Oriental         | 0                    | 0             |                |                |                   |                   |   |       |               |               |               |               |   |  |                                        |                                        |                                        |  |
|  |                          |                          |                          | 0                    | 0             |                |                |                   |                   |   |       |               |               |               |               |   |  |                                        |                                        |                                        |  |
|  |                          |                          | Villa San Antonio        | Villa San Antonio    | 2             | 0              |                |                   |                   |   |       |               |               |               |               |   |  |                                        |                                        |                                        |  |
|  |                          |                          | Villa San Antonio        | Villa San Antonio    | 2             | 0              |                |                   |                   |   |       |               |               |               |               |   |  |                                        |                                        |                                        |  |
|  |                          |                          |                          |                      |               |                |                |                   |                   |   |       |               |               |               |               |   |  |                                        |                                        |                                        |  |
|  |                          |                          |                          |                      |               |                |                |                   |                   |   |       |               |               |               |               |   |  |                                        |                                        |                                        |  |
|  |                          |                          |                          |                      |               |                |                | Villa San Antonio | Villa San Antonio | 3 | 2     |               |               |               |               |   |  |                                        |                                        |                                        |  |
|  |                          |                          |                          |                      |               |                |                |                   |                   | 3 | 2     |               |               |               |               |   |  |                                        |                                        |                                        |  |
|  |                          |                          | Pellegrini               | Pellegrini           | 1             | 1              |                |                   |                   |   |       |               |               |               |               |   |  |                                        |                                        |                                        |  |
|  |                          |                          | Pellegrini               | Pellegrini           | 1             | 1              |                |                   |                   |   |       |               |               |               |               |   |  |                                        |                                        |                                        |  |
|  |                          |                          |                          |                      |               |                |                |                   |                   |   |       |               |               |               |               |   |  |                                        |                                        |                                        |  |
|  |                          |                          |                          |                      |               |                |                |                   |                   |   |       |               |               |               |               |   |  |                                        |                                        |                                        |  |
|  |                          | Coronel Cornejo          | Coronel Cornejo          | 1                    | 0             |                |                |                   |                   |   |       |               |               |               |               |   |  |                                        |                                        |                                        |  |
|  |                          |                          |                          | 1                    | 0             |                |                |                   |                   |   |       |               |               |               |               |   |  |                                        |                                        |                                        |  |
|  |                          |                          | Pellegrini               | Pellegrini           | 0             | 3              |                |                   |                   |   |       |               |               |               |               |   |  |                                        |                                        |                                        |  |
|  |                          |                          | Pellegrini               | Pellegrini           | 0             | 3              |                |                   |                   |   |       |               |               |               |               |   |  |                                        |                                        |                                        |  |
|  |                          |                          |                          |                      |               |                |                |                   |                   |   |       |               |               |               |               |   |  |                                        |                                        |                                        |  |
|  |                          |                          |                          |                      |               |                |                |                   |                   |   |       |               |               |               |               |   |  |                                        |                                        |                                        |  |
|  |                          |                          |                          |                      |               |                |                |                   |                   |   |       |               |               |               |               |   |  |                                        |                                        |                                        |  |
|  |                          |                          |                          |                      |               |                |                |                   |                   |   |       |               |               |               |               |   |  |                                        |                                        |                                        |  |

| Campeón C.D. Villa San Antonio |

### Clasificación general
| Pos. | Equipo               | PJ | PG | PE | PP | GF | GC | DG  | Ren.  | Resultado final                |
| ---- | -------------------- | -- | -- | -- | -- | -- | -- | --- | ----- | ------------------------------ |
| 1    | Villa San Antonio    | 9  | 7  | 2  | 0  | 17 | 6  | +11 | 85.2% | Campeón                        |
| 2    | Barrio Obrero        | 10 | 5  | 2  | 3  | 13 | 10 | +3  | 56.7% | Subcampeón                     |
| 3    | Río Dorado           | 8  | 4  | 4  | 0  | 19 | 10 | +9  | 66.7% | Eliminado en semifinales       |
| 4    | Pellegrini           | 8  | 4  | 1  | 3  | 14 | 10 | +4  | 54.2% | Eliminado en semifinales       |
| 5    | Coronel Cornejo      | 6  | 4  | 1  | 1  | 6  | 3  | +3  | 72.2% | Eliminados en cuartos de final |
| 6    | Independiente (H.Y.) | 6  | 4  | 0  | 2  | 8  | 5  | +3  | 66.7% | Eliminados en cuartos de final |
| 7    | Olimpia Oriental     | 6  | 3  | 1  | 2  | 9  | 5  | +4  | 55.5% | Eliminados en cuartos de final |
| 8    | Sportivo Rivadavia   | 6  | 1  | 4  | 1  | 7  | 11 | -4  | 38.9% | Eliminados en cuartos de final |
| 9    | Hispano Argentino    | 5  | 4  | 0  | 1  | 9  | 6  | +3  | 80.0% | Ronda Previa                   |

| Predecesor: -- | I Copa Salta Campeón: Villa San Antonio | Sucesor: Copa Salta 2021 |